# 세니차

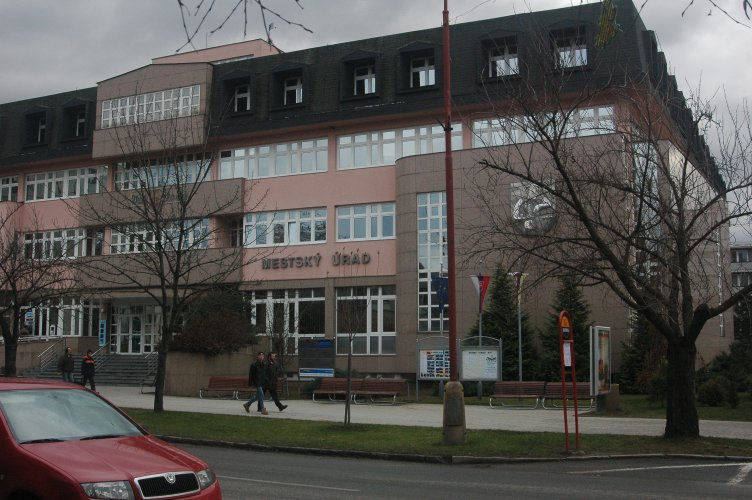
세니차 시청

세니차(슬로바키아어: Senica, 헝가리어: Szenice 세니체[*], 독일어: Senitz 제니츠[*])는 슬로바키아 서부 트르나바 주에 위치한 도시로 면적은 50.316km2, 높이는 208m, 인구는 20,860명(2005년 기준), 인구 밀도는 415명/km2이다.

## 같이 보기
- 반스카슈티아브니차